# Litteraturåret 1875

## Priser och utmärkelser
- Letterstedtska priset för översättningar – Carl Johan Tornberg för översättningen av Koranen

## Nya böcker

### A – N
- Actes et paroles – Avant l'exil av Victor Hugo
- Actes et paroles – Pendant l'exil av Victor Hugo
- Comin' thro' the Rye av Helen Mathers[1]
- Faustina Strozzi av Jonas Lie
- La Faute de l'Abbé Mouret (Abbé Mourets felsteg) av Émile Zola[2]

### O – U
- Roderick Hudson (sv. Roderick Hudson 1877) av Henry James

### V – Ö
- Ynglingen av Fjodor Dostojevskij

## Födda
- 12 januari – Marika Stiernstedt, svensk författare.
- 9 april – Jacques Futrelle, amerikansk författare och journalist.
- 5 juni – Stanislav Kostka Neumann, tjeckisk poet och översättare.
- 6 juni – Thomas Mann, tysk författare, nobelpristagare 1929.
- 30 juli – K.G. Ossiannilsson, svensk författare.
- 26 augusti – John Buchan, brittisk författare.
- 1 september – Edgar Rice Burroughs, författare av bland annat böckerna om Tarzan.
- 25 november – Einar Fröberg, svensk skådespelare, regissör, manusförfattare och författare.
- 22 december – Thomas Mofolo, romanförfattare från Basutoland.

## Avlidna
- 1 mars – Tristan Corbière, (född 1845), fransk poet.
- 25 mars – Johannes Magnusson (född 1804), svensk lantbrukare, konstnär, poet, uppfinnare och orgelbyggare.
- 4 augusti – H.C. Andersen (född 1805), dansk författare och sagoberättare.
- 16 december – Egron Lundgren (född 1815), svensk konstnär och författare.

### Fotnoter
1. ↑  Leavis, Q.D. (1965). Fiction and the Reading Public (2nd). London: Chatto & Windus
2. ↑  ”World Cat”. http://www.worldcat.org/title/faute-de-labbe-mouret/oclc/8859807&referer=brief_results. Läst 13 april 2011.